# リーベナウ (ニーダーザクセン)
リーベナウ (ドイツ語: Liebenau) は、ドイツ連邦共和国ニーダーザクセン州のニーンブルク/ヴェーザー郡に属すフレッケン（フレッケンとは、古くから市場開催権など一定の自治権を認められていた町村である。以下、本項では便宜上「町」と記述する）で、ザムトゲマインデ・ヴェーザー＝アウエに属す。

## 地理
リーベナウは、ヴェーザー川と氷期に形成されたニーンブルク＝メッペナー・ゲースト（ゲーストとは氷河谷に砂が堆積してできた地形を指す）の西斜面との間に位置する。郡庁所在地のニーンブルク/ヴェーザーとは約15kmの距離にある。

## 歴史
リーベナウは、騎士家や貴族家の史料に12-13世紀から記録が遺されている。リーベナウという名前が初めて明示されているのは1167年のハインリヒ獅子公の文書である。
町内にあるハイトベルクで紀元前800年から紀元後800年頃の墓地の発掘が行われた。その副葬品は、遠く離れた地域との交易関係が既にあったことを示している。キリスト教徒の墓も発掘されており、西暦800年以前にはすでにキリスト教と関わりがあったことがうかがわれる。
この墓の住民達の集落はやがて衰退し、現在のリーベナウ集落の南にあたるブルーフトルフ方面へ移転した。その後、10世紀に聖ラウレンティウスを守護聖人とする新しい教会が建設され、ブルーフトルフ主任司祭区がこの時期に成立した。この教会区はミンデン司教区に属し、ミンデン司教の司法権下にあった。ブルーフトルフ (Bruchtorf) の名前は、商人の名前アイルヴァルト・フォン・ブルーフトホルプ (Eilward von Bructhorpe) として、1167年に初めて記録されている。
ミンデン司教は1241年に、ブルーフトルフ近郊のヴェーザー湿地にあった「フェーナウ」という名の城砦をオルテンブルク＝ヴィルデスハウゼン伯から購入した。領土を接するホーヤ伯が建設した水城「ニーゲンフース」城に対抗してミンデン司教は購入後すぐに1242年に砦を拡張した。ホーヤ伯は1346年にこの砦を破壊し、その廃材を利用してグローセ・アウエ川の北側にリーベナウ城を建設した。この城の周囲に成立したのが現在のリーベナウであった。1512年頃、リーベナウ城はシャウムブルク伯によって破壊され、単なる政庁として再建された。
14世紀の半ば頃にブルーフトルフとリーベナウは行政管理を一体化させたのだが、三十年戦争後まで両者は別の村として記述されている。15世紀の初めにリーベナウはフレッケン（市場開催権などの一定の自治権を含む特権）を授けられた。1709年にリーベナウはシュタイアーベルクと合併し、リーベナウの役場は1728年に取り壊された。
1939年、リーベナウのすぐ西側に広大な弾薬工場アイックホーファー・ハイデが建設された。ボムリッツの Wolff & Co.（現在の Dow Wolff Cellulosics）の工場であった。この工場はその後、Montan GmbH に譲渡され、さらに Wolff & Co. の100%子会社である Eibia GmbH に貸与された。Eibia 社はここで陸軍総司令部の指導下、火薬、火薬原料、ニトロセルロースやロケット燃料を製造した。1943年からはさらにロケットエンジンの試験台が設けられた。第二次世界大戦後も、初めはダイナマイト・ノーベル社や、後にはオランダのユーロメタル社が1994年までここで火薬・弾薬の製造を続けた。1960年代初めには、リーベナウの火薬工場は西ドイツで最大のものであった。
1963年から1992年まで、ここにはドイツ連邦軍第1装甲師団の原子力兵器庫があった。現在12km2の工場跡地はほとんど利用されておらず、立ち入りは許可されていない。

## 文化と見所

### 建築

#### リーベナウの聖ラウレンティウス教会
現在の聖ラウレンティウス教会の場所には、かつて900年頃に建てられた木造教会があった。住民は聖ラウレンティウスを守護聖人に選んだ。ホーヤ伯とブラウンシュヴァイク＝リューネブルク公との間の領土紛争によってこの教会は一部が破壊された。北の入り口上の銘文には1522年の再建と記されている。宗教改革後も教会の守護聖人は聖ラウレンティウスのままとされた。これは聖ラウレンティウスが鍛冶屋の守護聖人であったためである。当時リーベナウは大鎌の製造で広く知られていたのである。
教会は小売りゴシック様式で建設されている。建物は十字型の三廊式ホール教会である。外壁は荒石や漂石で造られている。聖具室は宗教改革後に造られた木組み建築である。このプロテスタント教会は長さ40m、幅16.55mで、教会塔の高さは35mある。
この教会の特筆すべき芸術品は砂岩で創られた天蓋付き聖体安置塔である。この後期ゴシック作品は高さが6.5mある。聖体安置塔はリーベナウで造られた錬鉄製の格子戸内の祭壇に収められている。この装飾祭壇は1517年に創られた。

#### ヴィッテン・フス郷土館
この建物はリーベナウのオルト通り沿いの広さ約4000m2の敷地内に建つこの地方の典型的な町農家の館である。ランゲン通りやオルト通り沿いの多くの建物が犠牲となった1869年4月21日のリーベナウの大火後、19世紀末に新築された。この家には1997年まで人が住んでいた。最後の居住者はディートリヒ・ヴィッテ一家であった。ほぼ100年間建築上の改造がなされなかったこの館は郷土館の施設として適したものであった。リーベナウ郷土教会のメンバーはボランティアでこの歴史的建築を修復し、設備を整えた。
郷土館には、この地方の手工芸が数多く展示されている。納屋では最近まで使われていた古い農業機械や農機具を見ることができる。倉庫には動作可能な状態の古い打穀機がある。
展示会、朗読会、社交行事など様々なプログラムが郷土教会によって頻繁に開催されている。古い木組み建築の鄙びた、くつろいだ雰囲気はリーベナウのカップルの結婚式にも好んで利用されている。

#### アイクホーフ城
アイクホーフの森の中にアイクホーフ城がある。この城館は1938年までアイクホーフ＝ライツェンシュタイン家の居館であった。この城には日本庭園があり、定期的に「城館庭園 — ロマン主義」という催しが開催されている。

### ユダヤ人墓地
シュトルツェナウアー通り沿いの広さ2150m2の墓地には1850年からの70基の墓石があり、その一部はヘブライ語のみで墓銘が刻まれている。

### 郷土料理
- リーベナウアー・シュパーゲル — 地元の畑でとれたアスパラガスを使った様々なバリエーションがある料理である。

## 経済と社会資本
リーベナウは古くから大鎌やボビンレース編みで広く知られている。

### 交通
リーベナウはニーンブルク/ヴェーザーからシュトルツェナウに至る州道351号線で結ばれている。

## 引用
1. ↑  Landesamt für Statistik Niedersachsen, LSN-Online Regionaldatenbank, Tabelle A100001G: Fortschreibung des Bevölkerungsstandes, Stand 31. Dezember 2023